# Hemerodromia defessa
Hemerodromia defessa är en tvåvingeart som beskrevs av Samuel Wendell Williston  1896. Hemerodromia defessa ingår i släktet Hemerodromia och familjen dansflugor. Inga underarter finns listade i Catalogue of Life.